# RTL 7 (Nederland)
RTL 7 (Radio Télévision Luxembourg 7) is een Nederlandstalige Luxemburgse commerciële televisiezender die per 12 augustus 2005 de televisiezender Yorin heeft vervangen.
RTL 7 werd de mannenzender van RTL Nederland. Hierdoor verhuisden onder meer RTL Z en vele sportuitzendingen van RTL 5 naar RTL 7. De zender zendt, in tegenstelling tot Yorin, net als RTL 4 en RTL 5 via de Luxemburgse zendmachtiging uit. Dankzij de Luxemburgse status van RTL 7 kan het daardoor bepaalde Nederlandse regelgeving (bijvoorbeeld met betrekking tot reclame en sponsoring) ontwijken. Dit mede dankzij het gebrek aan toezicht, sanctieprocedures en een toezichthouder, aangezien Luxemburg die niet kent. Zo kan RTL 7 zich makkelijk aan de Europese mediawettelijke regels onttrekken, terwijl in Nederland vergunde zenders wel gecontroleerd worden (door het Commissariaat voor de Media) en boetes ontvangen indien zij (Europese) mediawettelijke regels overtreden.
Het allereerste programma was een blik op het komende wintertelevisieseizoen. De door jaren heen heeft de zender zich als sportzender geprofileerd, met programma's als Voetbal Inside, RTL 7 Darts en de UEFA Europa League. Vanaf de zomer van 2021 zal de zender de wedstrijden in de UEFA Champions League uitzenden. De Europa League daarentegen gaat van RTL 7 naar SBS6. In de lente van 2021 werd bekend dat de zender de uitzendrechten van de PDC zou verliezen aan de streamingdienst van NENT Group Viaplay. Hierdoor verloor het een van de gezichtsbepalende onderdelen van de programmering.

## Geschiedenis
Het kanaal startte in september 1995 als Veronica. Toen Veronica in 2000 besloot zijn aandelen in de Holland Media Groep (tegenwoordig RTL Nederland) te verkopen, werd afgesproken dat de HMG de naam Veronica nog ruim een jaar lang mocht gebruiken op radio en televisie. Daarom moest men op zoek naar een nieuwe naam. Eerst werd besloten de naam Me te gebruiken, maar dat was juridisch onmogelijk want kledingketen WE spande succesvol een kort geding aan. Uiteindelijk werd de naam Yorin. Op 2 april 2001 werd eerst de radiozender en later de televisiezender omgedoopt.
Na 12 augustus 2005 bleef de radiozender nog enige tijd de naam Yorin FM voeren. Op 4 januari 2006 werd de radiozender verkocht aan SBS Broadcasting, en op 18 april 2006 veranderde de radiozender in de naam Caz!.
Op 6 september 2010 veranderde RTL 7 de vormgeving met gele en zwarte schuine strepen. In 2011 won het RTL 7-programma Voetbal International de Gouden Televizier-Ring.

## Beeldmerk

Van 12 augustus 2005 t/m 5 september 2010
Van 6 september 2010 t/m 4 september 2017
Van 5 september 2017 t/m 30 april 2023
sinds 1 mei 2023

## Bezwaar
RNN7, een regionale commerciële televisiezender die uitzendt in Zuid-Holland-Zuid en het Rijnmondgebied, daagde RTL Nederland voor de rechter als er niet voor een andere naam wordt gekozen. RTL Nederland maakt zich echter geen zorgen, omdat de RTL-merken al in 1996 zijn gedeponeerd; ruim voordat RNN7 begon. "Daarnaast is een nummer niet te claimen", zegt een woordvoerder van RTL Nederland. Maar op de website van RNN7 is te lezen dat niet alleen de 7, maar ook de kleur van het logo en de klank overeenkomen. Daar komt bij dat RNN7 op 3 mei 2005 in een persconferentie haar landelijke plannen heeft aangekondigd en zich daarmee tussen RTL en SBS wil positioneren. De rechtbank te Amsterdam heeft 5 augustus 2005 in een kort geding het gebruik van RTL 7 toegestaan.
Lijst van televisiekanalen in Nederland